# Lijst van rijksmonumenten in Twisk
De plaats Twisk telt 51 inschrijvingen in het rijksmonumentenregister. Hieronder een overzicht.
| Object | Oorspronkelijke functie? | Bouwjaar                     | Architect | Locatie           | Coördinaten?                 | Nr.?   | Afbeelding                 |
| --- | ------------------------ | ---------------------------- | --------- | ----------------- | ---------------------------- | ------ | -------------------------- |
| Stolphoeve met door riet en pannen gedekt dak                                                                         | Boerderij                | midden 19e eeuw              |           | Dorpsweg 33       | 52° 44' 49" NB, 5° 3' 44" OL | 30683  | Meer afbeeldingen          |
| Eenbeukig, L-vormige boerderij met pannen zadeldaken en houten voorschotten                                           | Boerderij                | 18e of eerste helft 19e eeuw |           | Dorpsweg 46       | 52° 44' 15" NB, 5° 2' 58" OL | 30684  | Meer afbeeldingen          |
| Stenen pand zonder verdieping met pannen zadeldak en houten puntgevel aan de voorzijde met topmakelaar                | Woonhuis                 | 18e of 19e eeuw              |           | Dorpsweg 49       | 52° 44' 16" NB, 5° 2' 59" OL | 30685  | Meer afbeeldingen          |
| Stolphoeve met pannen dak                                                                                             | Boerderij                | derde kwart 19e eeuw         |           | Dorpsweg 82       | 52° 44' 27" NB, 5° 3' 22" OL | 30686  | Meer afbeeldingen          |
| Pand zonder verdieping en met pannen schilddak                                                                        | Woonhuis                 | derde kwart 19e eeuw         |           | Dorpsweg 114      | 52° 44' 35" NB, 5° 3' 33" OL | 30687  | Meer afbeeldingen          |
| Boerderij met pannen schilddak, waarop hoekschoorstenen, voorgevel met houten kroonlijst en getoogde deur en vensters | Boerderij                | tweede helft 19e eeuw        |           | Dorpsweg 117      | 52° 44' 35" NB, 5° 3' 35" OL | 30688  | Meer afbeeldingen          |
| Boerderij in een vermenging van neo-renaissance en art-nouveaumotieven, uitgevoerd in verscheidene kleuren baksteen   | Boerderij                | ca. 1900                     |           | Dorpsweg 119      | 52° 44' 35" NB, 5° 3' 36" OL | 30689  | Meer afbeeldingen          |
| Pastorie | Kerkelijke dienstwoning  | 1878                         |           | Dorpsweg 120      | 52° 44' 37" NB, 5° 3' 37" OL | 30690  | Meer afbeeldingen          |
| Uit hout en steen opgetrokken boerderij met pannen zadeldak en voorgevel met vlechtingen                              | Boerderij                | 17e of 18e eeuw              |           | Dorpsweg 201      | 52° 44' 51" NB, 5° 4' 7" OL  | 30691  | Meer afbeeldingen          |
| Stolphoeve met rechts uitspringend woonhuisgedeelte, dat is voorzien van een puntgevel met houten top                 | Boerderij                | 1830                         |           | Hornderweg 14     | 52° 44' 17" NB, 5° 2' 55" OL | 30692  | Meer afbeeldingen          |
| Lindehoeve | Boerderij                | 1890                         |           | Dorpsweg 52       | 52° 44' 18" NB, 5° 3' 2" OL  | 30693  | Meer afbeeldingen          |
| Stolphoeve, gedeeltelijk met riet gedekt, met aangebouwde achterliggende stolpschuur                                  | Boerderij                | 1576, 1870 en 1898/99        |           | Dorpsweg 65       | 52° 44' 20" NB, 5° 3' 10" OL | 30694  | Meer afbeeldingen          |
| Grotendeels houten woninkje onder zadeldak tussen puntgevels, elk met houten top voorzien van een topmakelaar         | Woonhuis                 | 1890                         |           | Dorpsweg 68       | 52° 44' 22" NB, 5° 3' 11" OL | 30696  | Meer afbeeldingen          |
| Rijke stolphoeve, in gebeeldhouwde banderol                                                                           | Boerderij                | 1715                         |           | Dorpsweg 69       | 52° 44' 22" NB, 5° 3' 12" OL | 30697  | Meer afbeeldingen          |
| Grotendeels houten pandje onder zadeldak                                                                              | Woonhuis                 | 1870                         |           | Dorpsweg 72       | 52° 44' 23" NB, 5° 3' 12" OL | 30698  | Meer afbeeldingen          |
| Stolphoeve | Boerderij                | eind 19e eeuw                |           | Dorpsweg bij 74   | 52° 44' 24" NB, 5° 3' 13" OL | 30699  | Meer afbeeldingen          |
| Bestaande uit twee achter elkaar gelegen en onderling verbonden gedeelten, die beide de stolpvorm hebben              | Boerderij                |                              |           | Dorpsweg 79       | 52° 44' 27" NB, 5° 3' 19" OL | 30700  | Meer afbeeldingen          |
| Stolphoeve waarvan het woongedeelte rechts naar voren springt en boven de bakstenen pui een houten klokgevel heeft    | Boerderij                |                              |           | Dorpsweg 80       | 52° 44' 26" NB, 5° 3' 20" OL | 30701  | Meer afbeeldingen          |
| Stolphoeve, gedeeltelijk met riet gedekt                                                                              | Boerderij                | tweede helft 19e eeuw        |           | Dorpsweg 81       | 52° 44' 28" NB, 5° 3' 20" OL | 30702  | Meer afbeeldingen          |
| Klein pand onder dwars zadeldak                                                                                       | Woonhuis                 | 19e eeuw                     |           | Dorpsweg 83       | 52° 44' 27" NB, 5° 3' 22" OL | 30703  | Meer afbeeldingen          |
| Stolphoeve, met link uitgebouwd woongedeelte                                                                          | Boerderij                | tweede helft 19e eeuw        |           | Dorpsweg 84       | 52° 44' 29" NB, 5° 3' 22" OL | 30704  | Meer afbeeldingen          |
| Stolphoeve met ronde schoorsteen, spiegel en dakkapel                                                                 | Boerderij                | 1839                         |           | Dorpsweg 85       | 52° 44' 30" NB, 5° 3' 23" OL | 30705  | Meer afbeeldingen          |
| Boerderij, bestaande uit twee achter elkaar gelegen en onderling verbonden gedeelten, elk in de vorm van een stolp    | Boerderij                | 1906                         |           | Dorpsweg 96       | 52° 44' 31" NB, 5° 3' 27" OL | 30706  | Meer afbeeldingen          |
| Witgeverfd woninkje met geteerde plint onder zadeldak                                                                 | Woonhuis                 | 1906                         |           | Dorpsweg 103      | 52° 44' 33" NB, 5° 3' 29" OL | 30707  | Meer afbeeldingen          |
| Grotendeels houten woninkje onder zadeldak met nok evenwijdig aan de straat                                           | Woonhuis                 | 1805                         |           | Dorpsweg 105      | 52° 44' 32" NB, 5° 3' 29" OL | 30708  | Meer afbeeldingen          |
| Stolphoeve | Boerderij                | 1735 en 1797                 |           | Dorpsweg 108      | 52° 44' 32" NB, 5° 3' 31" OL | 30709  | Meer afbeeldingen          |
| Fraaie stolphoeve | Boerderij                | 1746                         |           | Dorpsweg 111      | 52° 44' 35" NB, 5° 3' 32" OL | 30710  | Meer afbeeldingen          |
| Eenvoudige stolphoeve met houten top boven het midden van de voorgevel                                                | Boerderij                | 1850                         |           | Dorpsweg 112      | 52° 44' 33" NB, 5° 3' 34" OL | 30711  | Meer afbeeldingen          |
| L-vormig pandje met grotendeels houten wanden onder pannen dak                                                        | Woonhuis                 | 1640                         |           | Dorpsweg 115      | 52° 44' 35" NB, 5° 3' 35" OL | 30712  | Meer afbeeldingen          |
| Slophoeve | Boerderij                | 1630 en 1885                 |           | Dorpsweg 118      | 52° 44' 36" NB, 5° 3' 35" OL | 30713  | Meer afbeeldingen          |
| Theaterkerk Hemels | Kerk en kerkonderdeel    | 14e eeuw                     |           | Dorpsweg 121      | 52° 44' 35" NB, 5° 3' 37" OL | 30714  | Meer afbeeldingen          |
| Toren van Theaterkerk Hemels                                                                                          | Kerk en kerkonderdeel    |                              |           | Dorpsweg 121A     | 52° 44' 35" NB, 5° 3' 37" OL | 30715  | Meer afbeeldingen          |
| Pand onder zadeldak met nok evenwijdig aan de straat                                                                  | Woonhuis                 | 1830                         |           | Dorpsweg 134      | 52° 44' 39" NB, 5° 3' 39" OL | 30716  | Meer afbeeldingen          |
| Stolphoeve | Boerderij                | 1875                         |           | Dorpsweg 138      | 52° 44' 39" NB, 5° 3' 42" OL | 30717  | Meer afbeeldingen          |
| Stolphoeve | Boerderij                | 1880                         |           | Dorpsweg 154      | 52° 44' 42" NB, 5° 3' 48" OL | 30718  | Meer afbeeldingen          |
| Stolpboerderij met drie ronde sierschoorstenen                                                                        | Boerderij                | 1886                         |           | Dorpsweg 162      | 52° 44' 44" NB, 5° 3' 53" OL | 30719  | Meer afbeeldingen          |
| 'Olga hoeve' | Boerderij                | 1820                         |           | Dorpsweg 169      | 52° 44' 47" NB, 5° 3' 55" OL | 30720  | Meer afbeeldingen          |
| Stolphoeve, het dak gedeeltelijk met riet gedekt                                                                      | Boerderij                | 19e-20e eeuw                 |           | Dorpsweg 171      | 52° 44' 48" NB, 5° 3' 56" OL | 30721  | Meer afbeeldingen          |
| Achterste gedeelte van een L-vormig houten pand                                                                       | Woonhuis                 | 18e-19e eeuw                 |           | Dorpsweg 173      | 52° 44' 48" NB, 5° 3' 56" OL | 30722  | Meer afbeeldingen          |
| Voorste gedeelte van een L-vormig pand                                                                                | Woonhuis                 | 17e-18e eeuw                 |           | Dorpsweg 174      | 52° 44' 49" NB, 5° 3' 57" OL | 30723  | Meer afbeeldingen          |
| West-Friese stolpboerderij                                                                                            | Boerderij                | 19e eeuw                     |           | Zuiderweg Oost 1  | 52° 44' 52" NB, 5° 4' 9" OL  | 30724  | West-Friese stolpboerderij |
| Stolpboerderij De Driesprong                                                                                          | Boerderij                | eerste helft 19e eeuw        |           | Zuiderweg Oost 1A | 52° 44' 52" NB, 5° 4' 9" OL  | 30725  | Meer afbeeldingen          |
| Woonhuis met invloeden van art nouveau                                                                                | Woonhuis                 | ca. 1910                     |           | Dorpsweg 159K     | 52° 44' 43" NB, 5° 3' 52" OL | 510882 | Meer afbeeldingen          |
| Stolpschuur | Boerderij                | 1910                         |           | Dorpsweg bij 159K | 52° 44' 43" NB, 5° 3' 52" OL | 510883 | Stolpschuur                |
| Inrijhek op een brug                                                                                                  | Erfscheiding             | 1910                         |           | Dorpsweg bij 159K | 52° 44' 43" NB, 5° 3' 51" OL | 510884 | Inrijhek op een brug       |
| Stolpboerderij van het afgeleide Noord-Hollandse type                                                                 | Boerderij                | 1893                         |           | Dorpsweg 51K      | 52° 44' 17" NB, 5° 3' 1" OL  | 510890 | Meer afbeeldingen          |
| Boerderij van het kop-romp-type, gesitueerd aan de zuidzijde van de dorpsweg                                          | Boerderij                | 1878                         |           | Dorpsweg 56K      | 52° 44' 17" NB, 5° 3' 6" OL  | 510891 | Meer afbeeldingen          |
| Boerderij van het kop-romp-type gelegen aan de zuidzijde van de dorpsweg                                              | Boerderij                | 1873                         |           | Dorpsweg 78K      | 52° 44' 23" NB, 5° 3' 17" OL | 510892 | Meer afbeeldingen          |
| Doopsgezinde kerk (vermaning)                                                                                         | Kerk en kerkonderdeel    | 1867                         |           | Dorpsweg 149K     | 52° 44' 42" NB, 5° 3' 45" OL | 510893 | Meer afbeeldingen          |
| Stolpboerderij van het gekeerde West-Friese type                                                                      | Boerderij                | 1850                         |           | Dorpsweg 153K     | 52° 44' 43" NB, 5° 3' 47" OL | 510894 | Meer afbeeldingen          |
| Boerderij van het kop-romptype gelegen aan de noordzijde van de Dorpsweg                                              | Boerderij                | 1902                         |           | Dorpsweg 177K     | 52° 44' 49" NB, 5° 3' 58" OL | 510895 | Meer afbeeldingen          |